# Basco
Basco (auch bekannt als Santo Domingo de Basco) ist eine Gemeinde in der philippinischen Provinz Batanes im Norden des Landes und zugleich die Hauptstadt der Provinz. Basco liegt auf der Insel Batan, der zweitgrößten Insel der Batan-Inseln. Basco besitzt auch einen Flughafen, von welchem eine Flugverbindung nach Manila besteht.

## Persönlichkeiten
- Pacita Abad (1946–2004), US-amerikanische Malerin

## Baranggays
Basco ist aufgeteilt in die folgenden sechs Baranggays:
- Ihubok II (Kayvaluganan)
- Ihubok I (Kaychanarianan)
- San Antonio
- San Joaquin
- Chanarian
- Kayhuvokan